# Lethades scabriculus
Lethades scabriculus är en stekelart som först beskrevs av Thomson 1883.  Lethades scabriculus ingår i släktet Lethades och familjen brokparasitsteklar. Arten är reproducerande i Sverige. Inga underarter finns listade i Catalogue of Life.